# ميلاتونين (دواء)
الميلاتونين دواء هرموني يُنتج طبيعيًا في الجسم من الغدة الصنوبرية ويشارك في تنظيم دورات النوم واليقظة. بصفته مكملًا غذائيًا، فإنه غالبًا ما يُستخدم لعلاج الأرق على المدى القصير، مثل اضطراب الرحلات الجوية الطويلة أو العمل بنظام الورديات، ويؤخذ عادة عن طريق الفم. إلا أن الأدلة على فائدته في هذا الاستخدام ليست قوية. وجدت مراجعة أجريت في 2017 أن بداية النوم حدثت أسرع بست دقائق عند استخدامه، لكنها لم تجد أي تغيير بمدة النوم الإجمالية. إن أحد أشكال الميلاتونين معدل التحرر معتمدة للاستخدام الدوائي في أوروبا لعلاج الأرق لدى بعض الأشخاص.
تكون الآثار الجانبية الناتجة عن مكملات الميلاتونين بالحد الأدنى عند استخدام الدواء بجرعات منخفضة ولفترات قصيرة (في الدراسات التي ذكرت أن الآثار متشابهة تقريبًا عند استخدام الميلاتونين أو الدواء الوهمي). الآثار الجانبية للميلاتونين نادرة وتحدث لدى 1 إلى 10 مرضى من كل 1000 مريض. تشمل الأعراض المحتملة النعاس والصداع والغثيان والإسهال والأحلام غير الطبيعية والتهيج والنزق والتململ والأرق والقلق والصداع النصفي والخمول والهياج النفسي الحركي والدوخة وارتفاع ضغط الدم وآلام البطن وحرقة المعدة وتقرحات الفم وجفاف الفم واليرقان والتهاب الجلد وفرط التعرق الليلي والحكة والطفح الجلدي وجفاف الجلد والألم في الأطراف وأعراض سن اليأس وألم في الصدر والبيلة السكرية (السكر في البول) والبيلة البروتينية (البروتين في البول) واضطراب اختبارات وظائف الكبد وزيادة الوزن والتعب وتقلب المزاج والعدوانية والشعور بالخمار. لا يُنصح باستخدامه خلال الحمل أو الرضاعة الطبيعية أو من قبل المصابين بأمراض الكبد.
يعمل الميلاتونين بوصفه ناهضًا (شادًا) لمستقبلات الميلاتونين MT1 وMT2، وهي المستهدَفات الحيوية للميلاتونين داخلي المنشأ. يُعتقد أنه يُنشط هذه المستقبلات في النواة فوق التصالب البصري لمنطقة الوطاء في الدماغ بهدف تنظيم الساعة اليوماوية ودورات النوم واليقظة. للميلاتونين الفوري نصف عمر حيوي قصير يتراوح من 20 إلى 50 دقيقة. للميلاتونين معدل التحرر المستخدم دوائيًا نصف عمر حيوي يتراوح من 3.5 إلى 4 ساعات.
اكتُشف الميلاتونين في 1958. يُباع دون وصفة طبية في كندا والولايات المتحدة؛ لا يباع في المملكة المتحدة إلا بموجب وصفة طبية. يُستطب في أستراليا والاتحاد الأوروبي لعلاج صعوبة النوم لدى الأشخاص الذين تزيد أعمارهم عن 54 عامًا. بينما يُستطبب في الاتحاد الأوروبي لعلاج الأرق لدى الأطفال والمراهقين. تعامل إدارة الغذاء والدواء الأمريكية الميلاتونين على أنه مكمل غذائي، وبالتالي لم توافق عليه لأي استخدامات طبية. جرت الموافقة عليه للاستخدام الطبي في الاتحاد الأوروبي في 2007. بالإضافة إلى الميلاتونين، تُستخدم في الطب أيضًا بعض ناهضات مستقبلات الميلاتونين المصطنعة مثل راميلتون وتاسيميلتون وأغوميلاتين. كان الميلاتونين الدواء الموصوف رقم 298 الأكثر شيوعًا في الولايات المتحدة في 2020، بأكثر من مليون وصفة طبية.

## الاستخدامات الطبية

### الأرق
يستخدم الميلاتونين لعلاج الأرق لدى الأطفال والمراهقين الذين تتراوح أعمارهم بين 2 و18 عامًا الذين يعانون من اضطراب طيف التوحد ومتلازمة سميث-ماجينيس، الذين لم تكن تدابير النوم الصحي كافية لديهم. أظهرت بعض الدراسات أن الميلاتونين يقلل من الوقت الذي يسبق النوم ويزيد من مدة النوم لدى الأطفال الذين يعانون من اضطرابات النمو العصبي. يُستطب أيضًا للعلاج قصير الأمد للأرق الأولي الذي يتميز بنوعية نوم رديئة لدى الأشخاص الذين تبلغ أعمارهم 55 عامًا أو أكثر. يُعتبر الميلاتونين الخط الأول لعلاج الأرق على المدى القصير لدى الأشخاص الذين تبلغ أعمارهم 55 عامًا أو أكثر.
تختلف المواقف المتعلقة بفوائد الميلاتونين في علاج الأرق. ذكرت مراجعة أجرتها وكالة أبحاث الرعاية الصحية والجودة في 2015 أن الأدلة على فائدته لدى عامة السكان غير واضحة. وجدت مراجعة في 2017 تأثيرًا متواضعًا على الوقت الذي يسبق النوم. حددت مراجعة أخرى في 2017 هذا الانخفاض بست دقائق حتى بدء النوم ولكنها لم تجد فرقًا في مدة النوم الإجمالية.
يمكن أن يحسن الميلاتونين النوم لدى الأشخاص المصابين بالتوحد. يكون لدى الأطفال الذين يعانون من التوحد مسارات ميلاتونين غير طبيعية ومستويات ميلاتونين فيزيولوجية أقل من المتوسط. ثبت أن مكملات الميلاتونين تحسن مدة النوم وكمون بداية النوم والاستيقاظ ليلًا. مع ذلك، تعتمد الكثير من الدراسات المجراة على الميلاتونين والتوحد على مستويات التحسن المبلغ عنها ذاتيًا وهناك حاجة إلى أبحاث أكثر عمقًا. وفي حين تحمل عبوات الميلاتونين في أغلب الأحيان تحذيرًا من استخدامه من قبل الأشخاص دون 18 عامًا، تشير الدراسات إلى أن الميلاتونين علاج فعال وآمن أيضًا للأرق لدى الأشخاص الذين يعانون من اضطراب نقص الانتباه مع فرط النشاط، بما في ذلك الأطفال. مع ذلك، هناك حاجة إلى دراسات أكبر وأطول لتحديد السلامة طويلة الأمد والجرعات المثلى.
أوصت إرشادات الممارسة السريرية لعام 2017 الصادرة عن الأكاديمية الأمريكية لطب النوم بعدم استخدام الميلاتونين في علاج الأرق بسبب ضعف الفعالية وجودة الأدلة المنخفضة جدًا.
يمكن أن يعمل الدواء الناهض لمستقبلات الميلاتونين راميلتون بنفس جودة الميلاتونين، بتكلفة أكبر ولكن بآثار ضارة مختلفة، في بعض مشكلات النوم.

### اضطرابات نوم النظم اليوماوي
قد يكون الميلاتونين مفيدًا في علاج اضطراب طور النوم المتأخر.
من المعروف أن الميلاتونين يقلل من اضطراب الرحلات الجوية الطويلة، خاصة عند السفر شرقًا. مع ذلك، إذا لم يجرِ تناوله في الوقت الصحيح، فيمكنه أن يأخر من التكيف.
للميلاتونين أثر محدود في علاج مشكلات النوم لدى الأشخاص الذين يعملون بنظام الورديات. تشير الأدلة الأولية إلى أنه يزيد من طول الوقت الذي يستطيع فيه الناس النوم.

### اضطراب نوم حركة العين السريعة السلوكي
يعتبر الميلاتونين بديلًا أكثر أمانًا من كلونازيبام في علاج اضطراب نوم حركة العين السريعة السلوكي – وهي حالة مرتبطة باعتلالات الساينوكلين مثل مرض باركنسون والخرف المصحوب بأجسام ليوي. مع ذلك، قد يكون الكلونازيبام أكثر فعالية. على أي حال، فإن جودة الأدلة لكلا العلاجين منخفضة للغاية وليس واضحًا ما إذا كان أيًا منهما فعالًا بالتأكيد.

### الخرف
لم تجد مراجعة أجرتها مؤسسة كوكرين في 2020 أي دليل على أن الميلاتونين ساعد في حل مشكلات النوم لدى الأشخاص الذين يعانون من الخرف المتوسط حتى الشديد بسبب مرض ألزهايمر. وجدت مراجعة أجريت في 2019 أنه على الرغم من أن الميلاتونين قد يحسن النوم في حالة الضعف الإدراكي البسيط، فإن تأثيره يكون ضئيلًا أو معدومًا بعد بداية مرض ألزهايمر. مع ذلك، قد يساعد الميلاتونين في متلازمة الغروب (زيادة الارتباك والأرق في الليل) لدى الأشخاص الذين يعانون من الخرف.

### الأشكال المتوفرة
جرت الموافقة على تركيبة 2 ملغ فموية معدلة التحرر من الميلاتونين تباع تحت اسم العلامة التجارية سيركادين للاستخدام في الاتحاد الأوروبي في علاج الأرق على المدى القصير لدى الأشخاص الذين تتراوح أعمارهم بين 55 وما فوق.
الميلاتونين متاح أيضًا على شكل مكمل غذائي دون وصفة طبية في الكثير من البلدان. وهو متوفر بشكليه الفوري ومعدل التحرر الأقل شيوعًا. يتوفر المركب في مكملات غذائية بجرعات تتراوح من 0.3 ملغ إلى 10 ملغ أو أكثر. من الممكن أيضًا شراء مسحوق الميلاتونين الخام بالوزن. تسبب التركيبات الفورية من الميلاتونين وصول مستوياته في الدم إلى ذروتها خلال ساعة. يمكن إعطاء الهرمون عن طريق الفم على شكل كبسولات أو علكات أو أقراص أو سوائل. وهو متاح للاستخدام أيضًا تحت اللسان وعلى شكل لصاقات جلدية.
قالت الأكاديمية الأمريكية لطب النوم إن محتوى الميلاتونين في المكملات الغذائية غير المنظمة (دون علامة معتمدة من دستور الأدوية الأمريكي) يمكن أن يختلف اختلافًا كبيرًا عن الكمية المزعومة؛ وجدت دراسة أن محتوى الميلاتونين يتراوح بين نصف إلى أربعة أضعاف الجرعة المذكورة.